# Susanna Hoffs
Susanna Hoffs (* 17. ledna 1959) je americká zpěvačka a kytaristka. Narodila se do židovské rodiny v Los Angeles. Roku 1981 založila skupinu The Bangles, se kterou vydala tři studiová alba. Roku 1989 se kapela rozpadla a po roce 1999, kdy byla obnovena, vydala další dvě alba. V devadesátých letech vystupovala s kapelou Ming Tea, kde hráli ještě Matthew Sweet a Mike Myers. Během devadesátých let se rovněž věnovala vydávání vlastních alb. Společně se Sweetem vydala tři alba složená z coververzí: Under the Covers, Vol. 1 (2006), Under the Covers, Vol. 2 (2009) a Under the Covers, Vol. 3 (2013). Od roku 1993 je jejím manželem režisér Jay Roach.

## Sólová diskografie
- When You're a Boy (1991)
- Susanna Hoffs (1996)
- Someday (2012)